# Vishvamitra
Vishvamitra (Sanskrit विश्वामित्र, viśvāmitra, m., „der Freund aller“), einer der bedeutendsten Rishis oder Weisen im alten Indien. Er gilt als Autor einiger Hymnen des Rigveda, darunter auch des Gayatri-Mantra. Besonders bekannt wurde er durch eine Episode heftiger Rivalität mit dem Rishi Vasishtha.

## Mythos
Vishvamitra wurde als Kshatriya geboren, konnte jedoch mithilfe intensiver Askese-Übungen den Status eines Brahmanen erlangen und wurde zu einem der sieben großen Rishis. Gemäß einer Quelle im Rigveda war er der Sohn eines Königs namens Kushika, doch spätere Texte erklären, er sei der Sohn von Gadhi, des Königs von Kanyakubja.
Die Geschichte seiner Geburt wird im Vishnupurana wie folgt erzählt: Gadhi hatte eine Tochter namens Satyavati, die er dem Brahmanen Richika zur Frau gab. Da der letztere wünschte, dass sein Sohn die Eigenschaften eines Brahmanen hatte, gab er Satyavati, die der Kshatriya-Kaste angehörte, eine spezielle Opferspeise, mit deren Hilfe sich sein Wunsch erfüllen sollte. Gleichzeitig gab er Satyavatis Mutter eine andere Opferspeise, aufgrund derer sie einen Sohn mit den Eigenschaften eines Kshatriya zur Welt bringen sollte. Doch die Mutter veranlasste ihre Tochter zu einem Tausch der beiden Speisen, was dazu führte, dass Satyavati Jamadagni zur Welt brachte, einen kriegerischen Brahmanen, während ihre Mutter Vishvamitra zur Welt brachte, einen brahmanischen Kshatriya.

## Vishvamitra und Vasishtha
Die Geschichte des Konflikts der beiden Rishis wird in verschiedenen Versionen erzählt. Die Pune Critical Edition des Mahabharata gibt in den Kapiteln 164–168 des Adiparvan den folgenden Bericht: Eines Tages gelangte Vishvamitra im Verlaufe einer Jagd in die Einsiedelei Vaishthas, wo er als König in allen Ehren mit Speise und Trank versorgt wurde. Er fand großen Gefallen an Nandini, Vasishthas wundervoller Kuh, die Milch, Nektar und herrliche Speisen hervorzaubern konnte. Vishvamitra wollte sie erwerben und bot dem Rishi allen Reichtum dieser Welt an, sogar sein Königreich, doch Vasishtha war nicht bereit sie herzugeben. Daraufhin versuchte der König es mit Gewalt, scheiterte aber mit all seinen Versuchen. Schließlich erkannte er, dass der Brahmane Vasishtha, der ihm seine Feindseligkeiten mit grenzenloser Nachsicht vergab, ihm weit überlegen war. Deshalb entsagte der König seinem Reich und gab sich intensiven Askese-Übungen hin, bis er selbst auch den Status eines Brahmanen und großen Weisen erlangt hatte.

## Aufstieg zum Brahmarishi
Durch seine strengen Bußübungen erreichte Vishvamitra schließlich den Rang eines Brahmarishi, eines höchsten Weisen, und erlangte tiefe spirituelle Erkenntnis. Er verfasste mehrere Hymnen des Rigveda, insbesondere im 3. Mandala, und wird als erster Rishi angesehen, der das vollständige Verständnis des Gayatri-Mantras erlangte. Dieses Mantra gilt als eines der heiligsten in der vedischen Literatur.

## Lehrer von Rama
Im Ramayana tritt Vishvamitra als bedeutender Lehrer und Mentor der Prinzen Rama und Laxmana auf, der den jungen Prinzen Rama und seinen Bruder Lakshman in verschiedenen Aspekten der Kriegsführung und spirituellen Praktiken unterrichtet.
Vishwamitra bittet den Vater König Dasharatha darum, dass die damals noch jugendlichen Prinzen ihm in den Wald folgen und helfen sollen die heiligen Zeremonien vor dem Dämonenwesen namens Tadaka zu schützen und diese im Kampf zu besiegen. Tadaka war eine mächtige Dämonin, die die heiligen Wälder stürmte und die Sadhus in der Gegend terrorisierte. Dieser Sieg zählt zu einem der ersten großen Taten von Rama und Lakshman. Während der langen Reise mit Vishvamitra wurden weitere Dämonen und Ungeheuer bekämpft und die beiden Prinzen wurden in wichtige spirituelle und militärische Lektionen eingeweiht, die sie auf ihre zukünftigen Aufgaben als Hüter des Rechts vorbereiten. Ein weiterer berühmter Abschnitt ist die Befreiung der heiligen Eiche von Ahalya, einer Frau, die von Indra verführt und verflucht wurde. Nach Anweisung von Vishvamitra berührt Rama die Eiche und befreit sie so von ihrem Fluch.